# Daphne y Velma
Daphne y Velma es una película de misterio y comedia estadounidense de 2018 dirigida por Suzi Yoonessi. Es una entrega derivada de la serie de películas de acción en vivo de Scooby Doo. La película es una precuela/spin-off con los personajes principales Daphne Blake y Velma Dinkley. La película es producida por Blondie Girl Productions de Ashley y Jennifer Tisdale junto con Blue Ribbon Content. Se estrenó en la Chicago Comic & Entertainment Expo (C2E2) el 7 de abril de 2018, y fue lanzada en DVD, Blu-ray y Digital HD el 22 de mayo de 2018 por Warner Home Video.

## Argumento
Daphne Blake es una estudiante de secundaria que tiene un programa web semi-popular que discute la posibilidad de extraterrestres y sucesos sobrenaturales. Velma Dinkley es la amiga en línea crítica pero solidaria de Daphne, que cree que hay una explicación lógica para todo. Después de que Velma habla con Daphne después de su último episodio, ella le revela a Velma que sus padres se mudarán a Ridge Valley, donde Velma asiste actualmente a la escuela secundaria.
Después de tener una mañana perfecta en casa, Daphne se embarca en su primer día en Ridge Valley High. Rápidamente conoce a Carol, su asesora principal, quien le muestra la amplia colección de tecnología avanzada de la escuela de Bloom Innovative, una famosa compañía de tecnología dirigida por Tobias Bloom. Durante su gira, Daphne se encuentra con Velma, quien no le habla. Más tarde esa tarde, Daphne ve a un estudiante llamado Spencer entrar en un casillero abierto como si estuviera en trance.
En casa, el padre de Daphne revela que ha protegido a Daphne toda su vida, haciendo todo lo posible para seguirla a todas partes en un intento de hacer que la vida de Daphne sea "perfecta". Conmocionada y frustrada con su padre, Daphne promete hacer todo por su cuenta sin la ayuda de su padre. Al día siguiente, Daphne tiene una acalorada discusión con Velma sobre su proyecto científico, que Velma saboteó intencionalmente. La discusión da como resultado que las chicas sean enviadas a la oficina del director, quien las coloca en "el mejor sofá para la resolución de conflictos". El sofá ayuda a las chicas a dejar de lado sus diferencias, y Velma revela que estaba protegiendo a Daphne porque sabía de los extraños sucesos en la escuela. Daphne y Velma se comprometen a resolver el misterio de los estudiantes desaparecidos.
Las chicas notan que Spencer actúa de manera antinaturalmente robótica y sospechan que otro estudiante llamado Griffin Griffiths. La familia de Griffin tiene un legado al recibir una pasantía de Bloom Innovative, que actualmente estaba programada para ofrecer a Spencer. Daphne y Velma siguen a Griffin, pero él también entra en el mismo casillero que Spencer y desaparece, descartándolo como sospechoso.
Las chicas se dan cuenta de que la única manera de averiguar quién está detrás de las desapariciones es que Velma esté en la carrera para recibir la pasantía de Bloom, colocándose en la cima del Bloom Bracket, un sistema de clasificación competitivo diseñado para calificar a los estudiantes en académicos y extracurriculares. Mikayla, amiga en común de Daphne y Velma, se encuentra actualmente en la cima del Bloom Bracket. Daphne intenta ayudar a Velma a ganar la pasantía, aunque en el proceso, tienen que sabotear a otros estudiantes para protegerlos. El plan funciona y Velma sube al segundo lugar. Sin embargo, no pueden sacar a Mikayla del primer lugar debido a su extensa participación extracurricular y pasión por el arte. Como plan de respaldo, las chicas cortan la energía de la exhibición de arte de Mikayla, pero el plan fracasa cuando ven un fantasma encapuchado.
Daphne y Velma descubren una habitación secreta mientras intentan escapar del fantasma. Con el fantasma todavía persiguiéndolas, las chicas idean un plan para hacer que el fantasma lo haga tropezar. Descubren que el fantasma es en realidad el padre de Daphne en bata de baño, que todavía sigue a Daphne. Después de que Daphne responde con frialdad, su padre se da cuenta de que Daphne es capaz de manejarse a sí misma, y simplemente estaba asustado por ella y quería protegerla del mundo. Daphne Web charla con su madre, que es capturada por Tobias Bloom. Las chicas se dan cuenta de que Bloom está detrás de las desapariciones y van a la sede de su empresa con la ayuda del padre de Daphne.
Las chicas se enfrentan a Tobias Bloom después de colarse en la sede, pero descubren que es simplemente un holograma. Daphne y Velma encuentran a Carol, quien revela que ella creó Bloom Innovative y se hizo pasar por una estudiante en Ridge Valley High. Intentó usar la tapadera de la empresa para secuestrar a los estudiantes y robarles sus ingeniosas ideas para hacerse rica y famosa. Carol es detenida rápidamente por la policía.
Las chicas regresan a la escuela recién reformada y se reúnen con Mikayla y Spencer. Daphne y Velma regresan a casa de la escuela para ver que la pantalla de su computadora es pirateada por un fantasma posiblemente real, que amenaza a las chicas para que se mantengan alejadas. No asustadas por la aparición, las chicas juran verificar el misterio.

## Reparto
- Sarah Jeffery como Daphne Blake
- Sarah Gilman como Velma Dinkley
- Vanessa Marano como Carol
- Brian Stepanek como Nedley Blake
- Nadine Ellis como Elizabeth Blake
- Arden Myrin como la Directora Piper
- Brooks Forester como Tobias Bloom
- Lucius Baston como el Señor Nussbaum
- Courtney Dietz como Mikayla
- Stephen Ruffin como Nathan
- Fray Forde como Ryder
- Evan Castelloe como Griffin Griffiths
- Daniel Salyers como Mike
- Adam Faison como Spencer
- Jessica Goei como Olivia
- Mickie Pollock como Maggie Dos Mochos
- Tucker Halbrooks como el Chico Skater

## Doblaje
| Personaje           | Actor original  | Actor de doblaje · México | Actor de doblaje · España |  |
| ------------------- | --------------- | ------------------------- | ------------------------- |  |
| Daphne Blake        | Sarah Jeffery   | Carla Castañeda           | Greta Ruiz                |  |
| Velma Dinkley       | Sarah Gilman    | Leyla Rangel              | Eva Andrés                |  |
| Carol               | Vanessa Marano  | Alondra Hidalgo           | Eva Bau                   |  |
| Nedley Blake        | Brian Stepanek  | Germán Fabregat           | José Luis Suirana         |  |
| Elizabeth Blake     | Nadine Ellis    | Irina Índigo              | Marta Aparicio            |  |
| Directora Piper     | Arden Myrin     | Maggie Vera               | Silvia Cabrera            |  |
| Tobías Bloom        | Brooks Forester | Alejandro Orozco          | José Manuel Oliva         |  |
| Señor Nussbaum      | Lucius Baston   | Irwin Daayán              | Arturo de la Rosa         |  |
| Mikayla Martin      | Courtney Dietz  | Jessica Ángeles           | Cari Monrós               |  |
| Nathan              | Stephen Ruffin  | Alberto Bernal            | Arturo de la Rosa         |  |
| Ryder               | Fray Forde      | Arturo Castañeda          | Rubén Felis               |  |
| Griffin Griffiths   | Evan Castelloe  | Emilio Treviño            | Jorge Tejedor             |  |
| Mike                | Daniel Salyers  | Miguel Ángel Ruiz         | Álex Moreno               |  |
| Spencer             | Adam Faison     | Bruno Coronel             | Daniel González           |  |
| Maggie Dos Mochos   | Mickie Pollock  | Gloria Obregón            | Marta Aparicio            |  |
| Insertos/Voz en off | N/A             | Mauricio Pérez            | José Luis Suirana         |  |

## Producción
El 28 de noviembre de 2017, se anunció que Daphne y Velma se estrenaría en algún momento de 2018. Se anunció que la película era una precuela derivada de la franquicia clásica de Scooby-Doo, que se centraría solo en los dos personajes principales femeninos. Sarah Gilman y Sarah Jeffery fueron elegidas como Velma y Daphne, respectivamente. El 27 de marzo de 2018, se fijó una fecha de lanzamiento del 22 de mayo de 2018 para que la película se lance en DVD, Blu-Ray y plataformas digitales. En una entrevista con Icon Vs. Icon que tuvo lugar cinco días antes del estreno de la película, Sarah Gilman reveló que la película se filmó en 17 o 18 días. Gilman también mencionó que la película tenía la intención de empoderar a las mujeres y las chicas, afirmando que "Esta es una película realmente buena porque muestra a dos mujeres jóvenes y fuertes que no hablan constantemente de niños o que son damiselas en apuros que están esperando a que alguien los rescate. Son proactivos y de pensamiento rápido. Son personajes muy reales que a veces se asustan, pero encuentran su fuerza y coraje interior para seguir avanzando y controlar su propio destino. Creo que eso es realmente importante mensaje en los medios de comunicación en este momento para las mujeres jóvenes porque, históricamente, no hemos visto mucho. ¡Espero que ese sea el mensaje que cualquiera pueda sacar de esta película!"

## Recepción
Danielle Solzman, de Solzy At The Movies, hizo una crítica positiva de la película, elogiando su actuación y su mensaje de empoderamiento femenino. Solzman afirma: "La película no podría llegar en mejor momento para las mujeres. A pesar de que se cuentan nuevas historias, el guion se mantiene fiel a la historia... Sarah Gilman es absolutamente sorprendente en su enfoque de Velma Dinkley. La actriz toma lo que nos gusta del personaje y lo hace suyo. Debería ser una interpretación que los fans disfrutarán a medida que la franquicia avance en esta nueva dirección".
Andrews Shearer, de The Augusta Chronicle, alabó además los fuertes personajes femeninos de la película. "Al no incluir a los demas miembros de Misterio a la Orden, Daphne y Velma se sale de la plantilla a la que los espectadores están acostumbrados desde hace décadas (no se hace ni una sola referencia a los personajes masculinos de la franquicia) y forja su propio y refrescante camino, debiendo más a películas independientes como Ghost World que al material original. A diferencia de las dos películas anteriores de Scooby-Doo en cines, que pretendían ser lo más fieles posible a los dibujos animados clásicos, Daphne y Velma se centra en las relaciones femeninas empoderadas y en las imágenes de las mujeres en la tecnología, desmontando por el camino casi todos los tropos de las películas de instituto".
Renee Schonfeld, de Common Sense Media, criticó la película, dándole dos estrellas de cinco. Schonfeld ridiculiza el spin-off, afirmando que, a pesar de que "las dos Sarah (Jeffery y Gilman) como Daphne y Velma lo dan todo... una historia rutinaria, unos efectos cursis y un guion mediocre las defraudan".